# Zipacná
Zipacná era en la mitología maya  hijo de Vucub Caquix -Siete Guacamayo- y Chimalmat-. Él y su hermano, Cabrakan -el Terremoto-, a menudo eran considerados demonios. Se decía que Zipacná, como sus parientes, era muy arrogante y violento; era caracterizado como un caimán grande y a menudo alardeaba ser el creador de las montañas.

## Descripción
El Popol Vuh relata la historia de que un día Zipacná se bronceaba sobre la playa cuando fue molestado por Cuatrocientos muchachos -posiblemente patronos del alcohol- quienes intentaban construir una choza. Habían talado un árbol grande para usar como el tronco central, pero eran incapaces de levantarlo. Zipacná, siendo enormemente fuerte, se ofreció para llevar el tronco por ellos, cosa que cumplió.
Los Cuatrocientos Muchachos decidieron que no estaba bien que un hombre tuviera tanta fuerza, y que Zipacná debería ser asesinado. Intentaron engañarle pidiéndole cavar un agujero para su poste, teniendo la intención de empujar la columna masiva en el agujero y matarlo. Zipacná realizó esta tarea, sin embargo, se salvó cavando a escondidas un túnel de lado y ocultándose dentro de él cuando los muchachos dejaron caer el poste en el agujero. Para completar la ilusión de su muerte, Zipacná gritó por el dolor, y más tarde permitió a algunas hormigas llevar los añicos de su pelo y adornos de sus uñas del agujero, satisfaciendo a los muchachos que él había sido asesinado.
Durante el tercer día después del aparente suceso, los Cuatrocientos Muchachos terminaron la construcción de su choza y celebraron tanto su terminación como la muerte de Zipacná preparando vino. Zipacná surgió de su agujero después de que los muchachos habían ido fuera a descansar, con su enorme fuerza él taló la columna e hizo que la casa cayera sobre los muchachos durmientes, matando a todos sin dejar sobreviviente alguno. Después de su muerte, los muchachos se establecieron en el cielo como las Pléyades.
Hunahpú e Ixbalanqué, los dos gemelos divinos, decidieron exigir venganza sobre Zipacná por la muerte de los cuatrocientos muchachos, en una continuación de su búsqueda para derrotar a los arrogantes dioses. El par ideó un plan en el cual un cangrejo falso fue ocultado profundamente en un barranco. Entonces buscaron a Zipacná a lo largo de la playa, donde él estaba cazando para comer generalmente su plato favorito, cangrejos. Zipacná tenía mucha hambre y no había podido localizar nada para comer, porque los gemelos le ofrecieron el cangrejo falso. Dirigieron a Zipacná a su trampa, y siendo superado por el hambre, no descubrió el truco. 
Zipacná entró en el cangrejo, en lo que muchos estudiosos ven un símbolo sexual y, por medios no especificados por el Popol Vuh, una montaña fue creada para derrumbarse encima de él.